# 和平咖啡馆

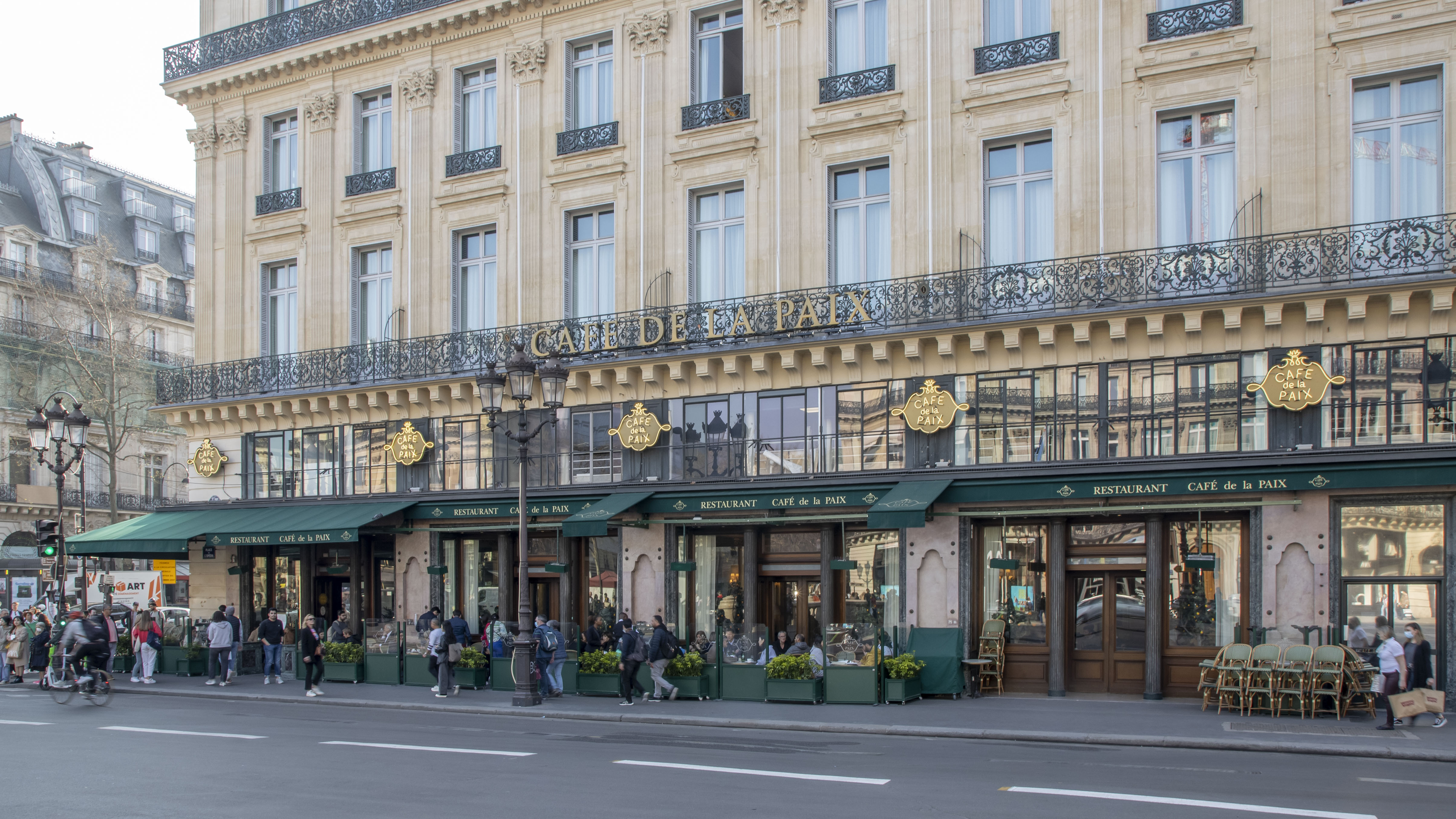
和平咖啡館

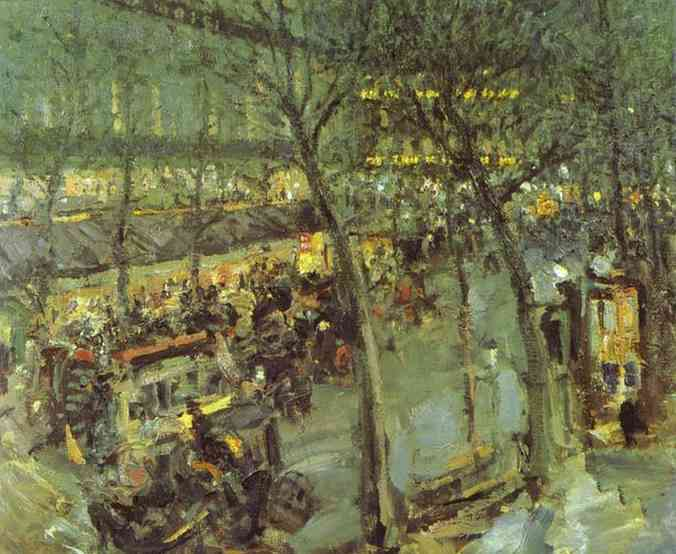
1906年的和平咖啡馆, 康斯坦丁·科羅文所繪

和平咖啡馆（法語：Café de la Paix）是巴黎第九区的一个著名咖啡馆，由巴黎洲際大酒店的建筑师Alfred Armand设计。传说，如果一个人坐在咖啡厅，必然遇到朋友或熟人，可见此处是非常出名和热门。

## 历史

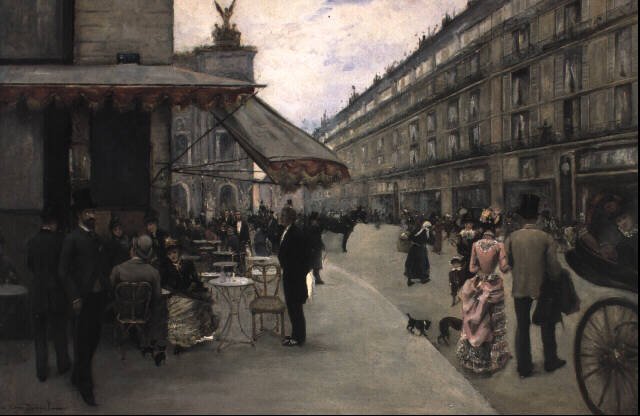
和平咖啡館，亨利-朱利安·杜蒙所繪

和平咖啡馆于1862年6月30日开业，服务于同一名称的酒店，不过后者后来更名为大酒店。它招待了1867年世界博览会的游客。由于靠近巴黎歌剧院，它吸引了许多著名的客人，其中包括儒勒·马斯内、埃米尔·左拉和居伊·德·莫泊桑。
在美好年代（Belle Époque），光顾这家咖啡馆的主顾包括谢尔盖·佳吉列夫，和威尔士亲王、后来的英国国王爱德华七世。
咖啡馆内后来设有一个电台演播室，对美国播出“这是巴黎”节目。
1975年8月22日，和平咖啡馆'被列为法国历史古迹。